# André Wénin
André Wénin, (Beauraing, 1953) es un  teólogo belga. Enseña exégesis del Antiguo Testamento y lenguas bíblicas en la facultad de teología Universidad Católica de Lovaina, de la cual fue decano entre el 2008 y el 2012 antes de ceder el puesto a José Famerée para el periodo 2012-2013. Wénin es asimismo profesor invitado de teología bíblica del pentateuco de la Pontificia Universidad Gregoriana y secretario del RRENAB  (Réseau de recherche en analyse narrative des textes bibliques)

## Estudios
Diplomado en filología de la Facultades Universitarias Notre Dame de la Paix en 1973, obtuvo el título de bachiller en teología sacra en la Universidad Católica de Lovaina en 1978, y luego un doctorado en ciencias bíblicas en el Pontificio Instituto Bíblico en 1988. Privilegiando el análisis narrativo y retórico, sus estudios se basan principalmente en la Biblía Hebrea, particularmente en los libros del Génesis, Jueces y Samuel .